# Hana Tomáš Briešťanská
Hana Tomáš Briešťanská, rozená Hana Briešťanská (* 5. srpna 1979 Kyjov), je česká divadelní a filmová herečka a dabérka, v letech 2011 až 2014 členka souboru Městského divadla Zlín, od roku 2014 členka souboru Národního divadla Brno. Za rok 2016 obdržela Cenu Thálie v kategorii činohra.

## Život a kariéra
Hana Briešťanská se narodila do muzikální rodiny, a proto odmalička zpívala s cimbálovou muzikou Duběnka. Později chodívala na hodiny zpěvu a sborového zpěvu a dvanáct let hrála na piano. Během studií na obchodní akademii v Hodoníně ale začala chodit do dramatického kroužku a po vystudování akademie šla studovat na Vyšší odbornou školu hereckou, obor dramatické umění, moderování, dabing, kde její pedagogové hlavního předmětu herectví byli Nina Divíšková a Pavel Pecháček. Už během studia spolupracovala s Divadlem Na Vinohradech, Divadlem Pod Palmovkou, Divadlem Na Fidlovačce a také i loutkovým divadlem Na Královské cestě. Po absolutoriu v roce 2000 dostala angažmá v Horáckém divadle v Jihlavě.
V tomto divadle si zahrála mnoho rolí, například Sally Bowlesovou v muzikálu Kabaret, Rosalindu v Jak se vám líbí nebo Charlottu ve Višňovém sadu. V roce 2008 odešla z Jihlavy a strávila jednu sezonu v Městském divadle Brno. Dále krátce působila ve Slezském divadle v Opavě. Odtud přešla v roce 2010 na tři divadelní sezony do Městského divadla ve Zlíně. Zde hrála například Doru Idesovou v adaptaci Žítkovských bohyní nebo Ďáblici ve stejnojmenné divadelní hře.
Od roku 2014 působí v činohře Národního divadla Brno. Vytvořila zde řadu rolí, jako například Štěpku v dramatizaci Petrolejových lamp, Marii Stuartovnu v Schillerově stejnojmenném historickém dramatu, Gildu ve hře Nikdo, nebo Ruth Wolffovou v dramatu Doktorka.
Za rok 2014 byla v širší nominaci na Cenu Thálie v kategorii činohra za roli Dory Idesové v inscenaci Žítkovské bohyně v Městském divadle Zlín. Cenu ale obdržela za rok 2016 za roli Štěpky v inscenaci Petrolejové lampy v Národním divadle Brno.

## Filmografie
- Hotel Herbich (TV seriál) (1998)
- Nemocnice na kraji města po dvaceti letech (TV seriál) (2003)
- 3 + 1 s Miroslavem Donutilem (TV cyklus) (2004)
- Znamení koně (TV seriál) (2011)
- Jedna rána do hlavy (2012)
- Labyrint (TV seriál) (2018)
- Hlava Medúzy (TV seriál) (2020)[9]